# Oreostruthus
Oreostruthus is een monotypisch geslacht van zangvogels uit de familie prachtvinken (Estrildidae). De enige soort:
- Oreostruthus fuliginosus  – Roodflankbergastrild